# Eddie Cheever
Edward McKay Cheever Jr., conhecido por Eddie Cheever ou Eddie Cheever Jr. (Phoenix, 10 de janeiro de 1958) é um ex-automobilista norte-americano.

## Carreira

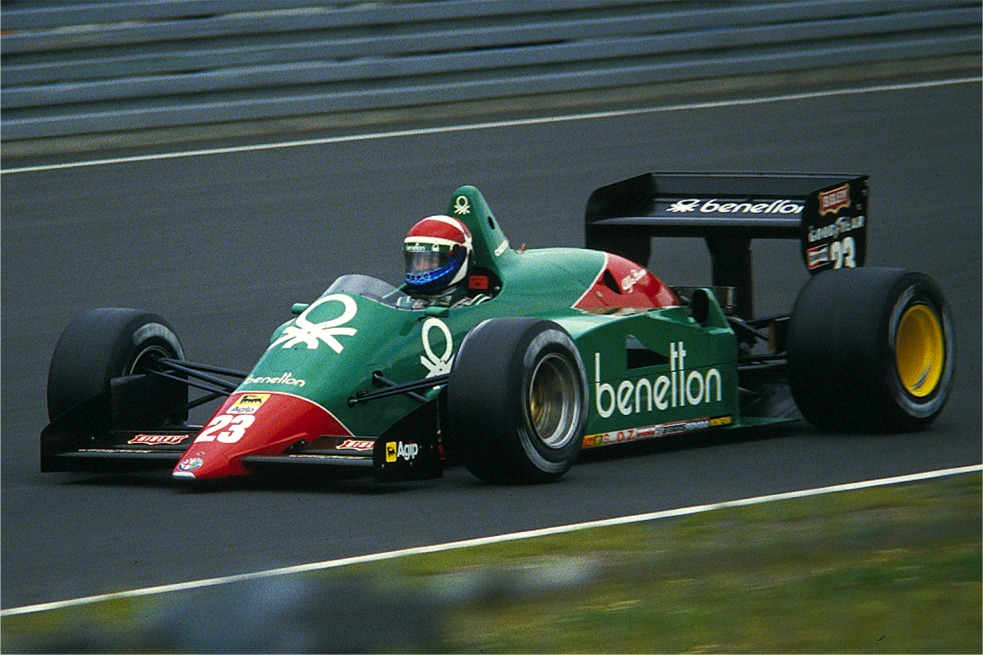
Eddie Cheever na Fórmula 1 em 1985.

Cheever, que foi criado em Roma, participou de provas de automobilismo por mais de 30 anos, participando de diversas categorias como a Fórmula 1, CART e a Indy Racing League, onde chegou a ser, ao mesmo tempo, piloto e proprietário de sua equipe. Na Fórmula 1, é o americano com maior número de corridas disputadas, com 143 participações e 132 largadas.
Ele fez sua estréia na Fórmula 1 aos 20 anos, em 1978. Depois de não conseguir se classificar nos GPs da Argentina e do Brasil, participou do GP da África do Sul, no 
circuito de Kyalami, pela Hesketh-Ford. Um problema no motor obrigou-o a se abandonar depois de apenas oito voltas. 
Duas temporadas mais tarde, tornou-se um piloto regular para a equipe Osella, mas terminou apenas uma prova (GP da Itália) em dez corridas, não se classificando em 4 oportunidades. Em 1981, Cheever assina com a Tyrrell e marca 10 pontos. No ano seguinte, vai para a Ligier e consegue 3 pódios, incluindo um segundo lugar em Detroit. Ao final do campeonato, fica em 12º lugar na classificação geral.
A temporada de 1983 foi o ponto alto da carreira de Cheever na Fórmula 1. Ele assinou com a Renault, tendo ao lado o futuro tetracampeão Alain Prost, e a dupla figurava entre os favoritos do campeonato do ano. Cheever ganhou quatro pódios e 22 pontos para o campeonato dirigindo o Renault RE30, mas a decepção do time com a derrota de Prost no mundial de pilotos e a perda do título de construtores, no final da temporada, forçou a substituição de Cheever e Prost. Seu melhor resultado para a Renault ficou em segundo lugar no Canadá, e no início da temporada, alcançou sua melhor posição de qualificação, com um segundo lugar na França, ofuscando Prost. Segundo críticos, a contratação de Cheever teria sido feita pensando no mercado da América do Norte.
Nas últimas temporadas, Cheever não voltaria a dirigir outro carro de F1 verdadeiramente competitivo. Depois de deixar a Renault, teve 2 temporadas sem êxito na Alfa Romeo, tendo como companheiro de equipe o italiano Riccardo Patrese. O ponto baixo foi a não-classificação em Mônaco, e Patrese obteve o único pódio ara a equipe nestes dois anos, quando terminou em terceiro lugar em Monza. Neste GP, Cheever ocupava o terceiro lugar quando, a 6 voltas do encerramento, seu Alfa ficou sem combustível. Em 1985, o novo carro da equipe, o 185T, provou ser extremamente competitivo, obrigando a equipe a atualizar o seu carro anterior, o 184T, para as especificações do ano e usá-lo para a última metade da temporada, embora o modelo antigo não melhorasse os resultados, apesar de provar ser um pouco mais rápido, mas a questão do combustível permaneceu. A Alfa anunciou que sairia da F1 no final do ano, deixando Cheever sem um carro de F1, enquanto Patrese voltou para a Brabham em lugar de Nelson Piquet, que estava se mudando para a Williams.
Aos 28 anos, em 1986, migrou para o World Sportscar Championship, correndo num Jaguar da Tom Walkinshaw Racing, e correu em apenas um Grande Prêmio de Fórmula 1 em 1986, pela equipe Haas Lola em Detroit, como um substituto para o lesionado Patrick Tambay. Qualificou o desconhecido Lola THL2 com motor Turbo Ford motor V6 na décima posição, enquanto que o campeão de 1980, Alan Jones, largou em 21º. Os Lola-Ford abandonaram com problemas de direção - Jones deixou o GP na volta 33, e Cheever saiu 4 voltas mais tarde. Ironicamente, Cheever foi apenas a terceira opção para substituir Tambay, uma vez que o dono da equipe, Carl Haas, tinha pedido Mario Andretti para que ele pudesse participar da etapa de Detroit. Mario, então com 46 anos, recusou a proposta, mas recomendou seu filho Michael como substituto. No entanto, o campeão da CART em 1991 foi impedido de obter uma superlicença pela FIA. Haas, então, apostou em Cheever.
Para a temporada de 1987, foi contratado pela equipe Arrows, tendo o grupo financeiro USF & G como principal patrocinador da equipe). A escolha de Derek Warwick (que tinha sido companheiro do norte-americano na TWR em 1986) o que garantiu muitas batalhas na pista ao longo de 1987 e 1988, ano em que conquistou o terceiro lugar no GP da Itália; em um estágio, quase foi desclassificado quando o tanque de combustível que tinha 150 litros do Arrows A10 foram encontrados para conter 151 litros. Entretanto, o exame revelou que o tamanho do tanque seria de 149 litros e o terceiro lugar ficou vago. O pódio custou-lhe um novo par de óculos para o mecânico-chefe. O GP da Itália foi também o último pódio para o motor turbo de BMW M12 (conhecido como "Megatron" entre 1987 e 1988). Na época, era o mais velho motor turbo em uso na Fórmula 1, tendo sido usado pela primeira vez pela equipe Brabham em 1982.
Seu último pódio veio em 1989, no Grande Prêmio dos EUA, disputado em sua cidade natal, Phoenix, após uma briga com o Williams-Renault do ex-companheiro Riccardo Patrese pelo 2º lugar, mas depois teve que dar forma em fases posteriores da corrida, quando seus freios começou a desvanecer-se (ele afirmou que um dos seus freios dianteiros tinha realmente parou de funcionar). A última corrida de Cheever na Fórmula 1 foi no chuvoso Grande Prêmio da Austrália, em Adelaide. Durante os últimos segundos da fase de qualificação, ficou de fora do grid, chegando a sair do Hairpin Fosters com seu Arrows A11-Ford, destruindo a traseira do carro. Na corrida, ele foi o último a abandonar, na volta 42, depois de conduzir durante muitas voltas com a asa dianteira de outro carro pendurado no sidepod.

### Carreira nos Estados Unidos

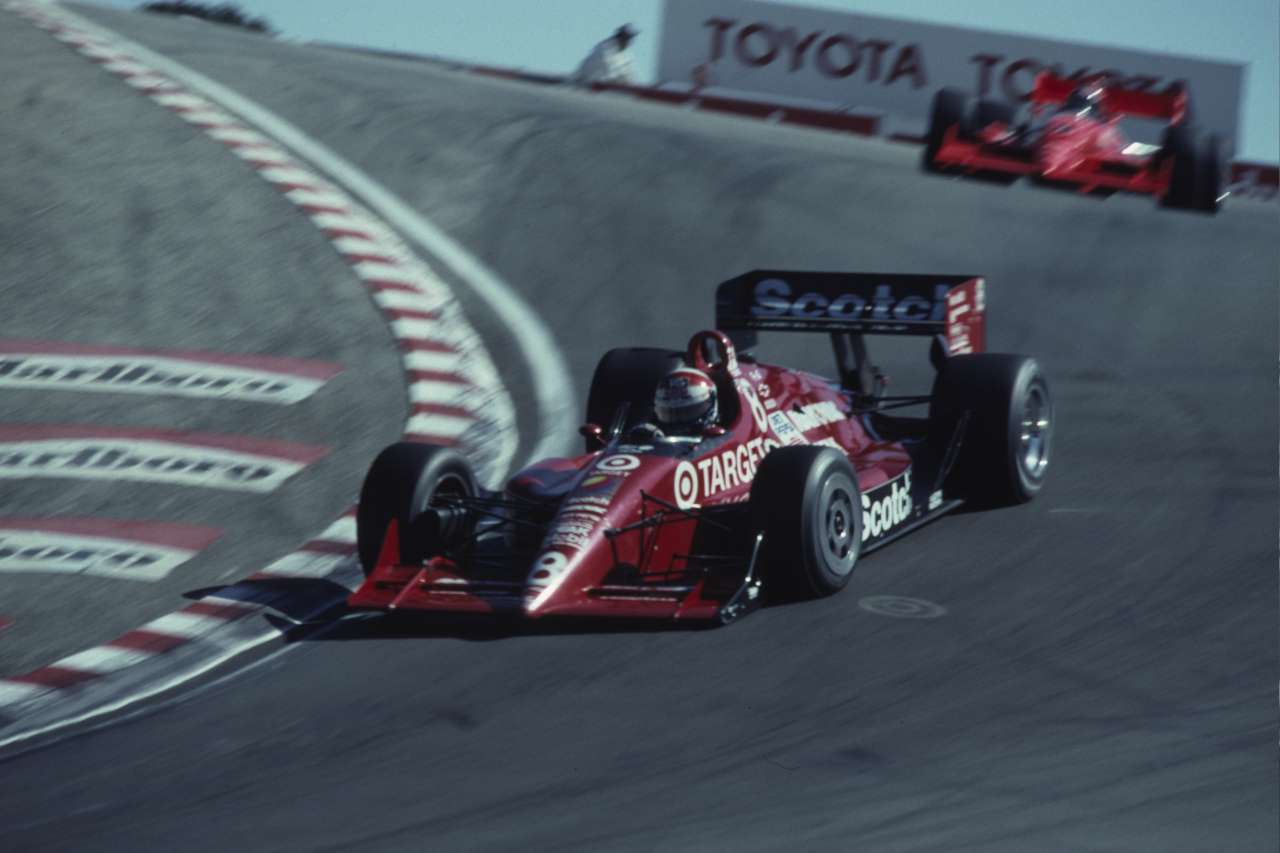
Eddie Cheever pela CART em 1991.

Em 1990, Cheever voltou a competir na CART (em 1986, disputou 3 provas pela Arciero Racing), defendendo a Ganassi. Até 1995, passou ainda pelas equipes Turley, Menard, Dick Simon, King Racing e Foyt, e assim como na Fórmula 1, nunca venceu um GP e também não conquistou uma pole-position. Seu melhor resultado na categoria foi um 2º lugar no GP de Phoenix, em 1992. Envolvido no acidente que forçou a aposentadoria de Stan Fox nas 500 Milhas de Indianápolis em 1995, Cheever deixou a CART logo após a etapa de New Hampshire. Nos últimos GPs, foi substituído por Brian Till em Vancouver e Fredrik Ekblom em Laguna Seca.
Com a criação da Indy Racing League em 1996, Cheever assinou com a Team Menard para as 3 primeiras corridas da categoria, obtendo a volta mais rápida nas 500 Milhas de Indianápolis. Sua primeira vitória na IRL foi na etapa da Walt Disney em 1997, porém o destaque foi quando, aos 40 anos, venceu a tradicional corrida - ele chegou a omitir uma semana inteira de treinos e aparar a qualificação de quatro dias para dois. Para efeitos de estatística, Cheever também estabeleceu o recorde de velocidade em uma volta (2,5 milhas ou 4 quilômetros): 0:00:38.119 ou 236,103 mph (379,971 km/h). Ele foi, também, o primeiro dono de equipe/piloto a vencer a corrida desde A. J. Foyt (curiosamente, um dos antigos chefes de Cheever) em 1977.
Ainda como piloto e dono da Team Cheever, Eddie manteve-se em atividade até 2002, quando pendurou o capacete pela primeira vez para concentrar-se apenas na gestão de sua equipe, com exceção de ocasionais instâncias como as 24 horas de Daytona de 2006, onde competiu na primeira corrida com seu novo equipe da categoria Grand-Am, e na GP Masters, onde venceu a etapa de Kyalami (última da história da categoria, extinta em 2007).
Em 21 de fevereiro de 2006, aos 48 anos de idade, interrompeu a aposentadoria para disputar as quatro primeiras corridas daquele ano, incluindo as 500 Milhas de Indianápolis. Ele fechou sua equipe após a 8ª corrida, no Kansas, devido à falta de patrocínio, mas ainda correu no Grand-Am Rolex Sports Car Series e na Indy Lights. Atualmente, é comentarista da ESPN on ABC juntamente com Allen Bestwick e Scott Goodyear, com quem pilotou na IRL em 2001.

#### 500 Milhas de Indianápolis
| Ano  | Chassi       | Motor           | Classificação | Resultado | Equipe                |
| ---- | ------------ | --------------- | ------------- | --------- | --------------------- |
| 1990 | Penske PC-18 | Chevrolet 265A  | 14            | 8         | Chip Ganassi Racing   |
| 1991 | Lola T91/00  | Chevrolet 265A  | 10            | 31        | Chip Ganassi Racing   |
| 1992 | Lola T92/00  | Ford XB         | 2             | 4         | Chip Ganassi Racing   |
| 1993 | Lola T92/00  | Buick V6 (t/c)  | 33            | 16        | Team Menard           |
| 1994 | Lola T93/00  | Menard V6 (t/c) | 11            | 8         | Team Menard           |
| 1995 | Lola T95/00  | Ford XB         | 14            | 31        | A.J. Foyt Enterprises |
| 1996 | Lola T95/00  | Menard V6 (t/c) | 4             | 11        | Team Menard           |
| 1997 | G-Force      | Oldsmobile      | 11            | 23        | Team Cheever          |
| 1998 | Dallara      | Oldsmobile      | 17            | 1         | Team Cheever          |
| 1999 | Dallara      | Infiniti        | 16            | 18        | Team Cheever          |
| 2000 | Dallara      | Infiniti        | 10            | 5         | Team Cheever          |
| 2001 | Dallara      | Infiniti        | 26            | 25        | Team Cheever          |
| 2002 | Dallara      | Infiniti        | 6             | 5         | Team Cheever          |
| 2006 | Dallara      | Honda           | 19            | 13        | Cheever Racing        |

### Todos os resultados de Eddie Cheever na Fórmula 1
(legenda) (Corrida marcada em negrito indica pole position; corrida marcada em itálico indica volta mais rápida)
| Ano  | Equipe                          | Chassis         | Motor               | Pneus | 1       | 2       | 3        | 4       | 5       | 6       | 7       | 8       | 9       | 10      | 11      | 12      | 13      | 14      | 15      | 16      | Pts | Pos |
| ---- | ------------------------------- | --------------- | ------------------- | ----- | ------- | ------- | -------- | ------- | ------- | ------- | ------- | ------- | ------- | ------- | ------- | ------- | ------- | ------- | ------- | ------- | --- | --- |
| 1989 | Arrows Grand Prix International | Arrows A11      | Ford Cosworth V8    | G     | BRA Ret | SMR 9º  | MON 7º   | MEX 7º  | EUA 3º  | CAN Ret | FRA 7º  | GBR NQ  | ALE 12º | HUN 5º  | BEL Ret | ITA NQ  | POR Ret | ESP Ret | JAP 8º  | AUS Ret | 6   | 11º |
| 1988 | USF&G Arrows Megatron           | Arrows A10B     | Megatron L4 Turbo   | G     | BRA 8º  | SMR 7º  | MON Ret  | MEX 6º  | CAN Ret | DET Ret | FRA 11º | GBR 7º  | ALE 10º | HUN Ret | BEL 6º  | ITA 3º  | POR Ret | ESP Ret | JAP Ret |         | 6   | 12º |
| 1988 | USF&G Arrows Megatron           | Arrows A10      | Megatron L4 Turbo   | G     |         |         |          |         |         |         |         |         |         |         |         |         |         |         |         | AUS Ret | 6   | 12º |
| 1987 | USF&G Arrows Megatron           | Arrows A10      | Megatron L4 Turbo   | G     | BRA Ret | SMR Ret | BEL 4º   | MON Ret | DET 6º  | FRA Ret | GBR Ret | ALE Ret | HUN 8º  | AUT Ret | ITA Ret | POR 6º  | ESP 8º  | MEX 4º  | JAP 9º  | AUS Ret | 8   | 10º |
| 1986 | Team Haas USA Ltd               | Lola THL2       | Ford F1 V6 Turbo    | G     |         |         |          |         |         |         | EUA Ret |         |         |         |         |         |         |         |         |         | 0   | NC  |
| 1985 | Benetton Team Alfa Romeo        | Alfa Romeo 185T | Alfa Romeo V8 Turbo | G     | BRA Ret | POR Ret | SMR Retº | MON Ret | CAN 17º | DET 9º  | FRA 10º | GBR Ret |         |         |         |         |         |         |         |         | 0   | NC  |
| 1985 | Benetton Team Alfa Romeo        | Alfa Romeo 184T | Alfa Romeo V8 Turbo | G     |         |         |          |         |         |         |         |         | ALE Ret | AUT Ret | PAB Ret | ITA Ret | BEL Ret | EUR 11º | AFS Ret | AUS Ret | 0   | NC  |
| 1984 | Benetton Team Alfa Romeo        | Alfa Romeo 184T | Alfa Romeo V8 Turbo | G     | BRA 4º  | AFS Ret | BEL Ret  | SMR 7º  | FRA Ret | MON NQ  | CAN 11º | DET Ret | DAL Ret | GBR Ret | ALE Ret | AUT Ret | PAB 13º | ITA 9º  | EUR Ret | POR 17º | 3   | 16º |
| 1983 | Equipe Renault Elf              | Renault RE30C   | Renault V6 Turbo    | M     | BRA Ret | USW 13º |          |         |         |         |         |         |         |         |         |         |         |         |         |         | 22  | 7º  |
| 1983 | Equipe Renault Elf              | Renault RE40    | Renault V6 Turbo    | M     |         |         | FRA 3º   | SMR Ret | MON Ret | BEL 3º  | DET Ret | CAN 2º  | GBR Ret | ALE Ret | AUT 4º  | PAB Ret | ITA 3º  | EUR 10º | AFS 6º  |         | 22  | 7º  |
| 1982 | Ligier Talbot Gitanes           | Ligier JS17     | Matra V12           | M     | AFS Ret | BRA Ret |          | SMR     |         |         |         |         |         |         |         |         |         |         |         |         | 15  | 12º |
| 1982 | Ligier Talbot Gitanes           | Ligier JS17B    | Matra V12           | M     |         |         | USW Ret  | SMR     | BEL 3º  |         | DET 2º  | CAN 10º |         |         |         |         |         |         |         |         | 15  | 12º |
| 1982 | Ligier Talbot Gitanes           | Ligier JS19     | Matra V12           | M     |         |         |          | SMR     |         | MON Ret |         |         | PAB NQ  | GBR Ret | FRA 16º | ALE Ret | AUT Ret | SUI NC  | ITA 6º  | CPL 3º  | 15  | 12º |
| 1981 | Tyrrell Racing                  | Tyrrell 010     | Ford Cosworth V8    | M     | USW 5º  | BRA NC  | ARG Ret  | SMR Ret | BEL 6º  | MON 5º  | ESP NC  | FRA 13º | GBR 4º  |         |         |         |         |         |         |         | 10  | 12º |
| 1981 | Tyrrell Racing                  | Tyrrell 011     | Ford Cosworth V8    | A     |         |         |          |         |         |         |         |         |         | ALE 5º  | AUT NQ  | PAB Ret | ITA Ret | CAN 12º | CPL Ret |         | 10  | 12º |
| 1980 | Osella Squadra Corse            | Osella FA1      | Ford Cosworth V8    | G     | ARG NQ  | BRA NQ  | AFS Ret  | USW Ret | BEL NQ  | MON NQ  | FRA Ret | GBR Ret | ALE Ret | AUT Ret | PAB Ret |         |         |         |         |         | 0   | NC  |
| 1980 | Osella Squadra Corse            | Osella FA1B     | Ford Cosworth V8    | G     |         |         |          |         |         |         |         |         |         |         |         | ITA 12º | CAN Ret | EUA Ret |         |         | 0   | NC  |
| 1978 | Theodore Racing                 | Theodore TR1    | Ford Cosworth V8    | G     | ARG NQ  | BRA NQ  |          |         |         |         |         |         |         |         |         |         |         |         |         |         | 0   | NC  |
| 1978 | Olympus Cameras/Hesketh Racing  | Hesketh 308E    | Ford Cosworth V8    | G     |         |         | AFS Ret  |         |         |         |         |         |         |         |         |         |         |         |         |         | 0   | NC  |

- Sistema de pontuação da Fórmula 1

## Outros resultados

### Resultados das24 Horas de Le Mans
| Ano  | Equipe                                | Co-pilotos                         | Carro                   | Classe | Voltas | Pos. | Class Pos. |
| ---- | ------------------------------------- | ---------------------------------- | ----------------------- | ------ | ------ | ---- | ---------- |
| 1980 | Jolly Club - Lancia Corse             | Carlo Facetti Martino Finotto      | Lancia Beta Monte Carlo | Gr.5   | 272    | 19º* | 2º*        |
| 1981 | Martini Racing                        | Michele Alboreto Carlo Facetti     | Lancia Beta Monte Carlo | Gr.5   | 322    | 8º   | 2º         |
| 1986 | Silk Cut Jaguar Tom Walkinshaw Racing | Derek Warwick Jean-Louis Schlesser | Jaguar XJR-6            | C1     | 239    | DNF  | DNF        |
| 1987 | Silk Cut Jaguar Tom Walkinshaw Racing | Raul Boesel Jan Lammers            | Jaguar XJR-8LM          | C1     | 325    | 5º   | 5º         |

## Vida pessoal
Três parentes de Eddie Cheever também seguiram carreira automobilística: o irmão, Ross Cheever, disputou a Fórmula 3000 e na CART, não tendo conseguido se classificar para a Indy 500 em 2000, além de ter sido cogitado para disputar o GP do Japão de Fórmula 1 em 1991. Richard Antinucci, sobrinho do ex-piloto, participou da Indy Pro Series e de 5 etapas da IndyCar em 2009. Já o filho, também chamado Eddie, fez carreira na Europa, principalmente na Fórmula 3 - foi vice-campeão das divisões europeia e italiana da categoria em 2012.